# Растрелли, Винченцо
Винченцо Растрелли (1760, Фано — 20 марта 1839, Дрезден) — итальянский композитор и учитель пения, работал в Германии и России.
Изучал композицию у Станислао Маттеи в Болонье. С 1786 года был членом Филгармоничного общества этого города. Затем вернулся в Фано, где стал капельмейстером собора. Благодаря саксонскому министру Камилло Марколини прибыл в Дрезден, где с 1795 года стал церковным композитором курфюрста. В этот же период у него родился сын Джузеппе Растрелли. В 1802 году он оставил эту должность, отправившись в Москву, в Российскую империю, где прожил четыре года. В 1807 году вернулся в Дрезден.
В 1814 году после так называемой Битвы народов по Лейпцигом был отпущен русским генерал-губернатором Николаем Григорьевичем Репниным-Волконским и отправился в Италию. Вскоре, однако, он возвратился в Дрезден, став учителем пения при королевском дворе, в том числе обучал вокалу саксонскую принцессу Амалию фон Сахсен вместе с Микшем. В 1824 году снова стал церковным композитором. В 1831 годувышел на пенсию.
Написал много духовных музыкальных сочинений, ораторию «Товия», канцонетты, арии, дуэты и так далее, а также различную католическую церковную музыку, в том числе 10 месс, 3 вечерни и молельню. Его сочинения уже вскоре после его смерти оказались преданы забвению, в конце XIX века оценивались как посредственные.